# Rhynchospora gracillima
Rhynchospora gracillima là loài thực vật có hoa trong họ Cói. Loài này được Thwaites & Hook. miêu tả khoa học đầu tiên năm 1864.